# Johannes Reinhardt
Johan(nes) Christopher Hagemann Reinhardt (19. december 1778 i Rendalens sogn i Norge – 31. oktober 1845 i København) var en dansk zoolog, far til Johannes Theodor Reinhardt.
1793 blev han student ved Københavns Universitet, og efter nogen vaklen med hensyn til valget af studium bestemte han sig for zoologien. Han studerede nogle år i udlandet, navnlig i Göttingen og Paris, og blev ved sin hjemkomst (1806) ansat som inspektør ved det året før oprettede kongelige naturhistoriske museum. 1814 blev han professor ved universitetet, 1836 æresdoktor og 1839 etatsråd. Han blev Ridder af Dannebrog 1829 og Dannebrogsmand 1836.
Reinhardts embedsforretninger var meget omfattende og forholdene, hvorunder han arbejdede, i mange henseender yderst vanskelige; imidlertid virkede han med utrættelig iver og bragte, trods ringe pengemidler, samlingerne i rig vækst. Til litterær virksomhed levnedes der ham derimod ikke megen tid; dog har han offentliggjort forskellige vigtige bidrag til kundskab om Grønlands fisk og fugle.
Også den skandinaviske fauna skylder ham flere berigelser, og i sine velskrevne og dygtige recensioner af andre nordiske forfatteres arbejder har han nedlagt en ikke ringe mængde resultater af sine egne undersøgelser. I forening med H.C. Ørsted og botanikeren J.W. Hornemann udgav han (1822—28) Tidsskrift for Naturvidenskaberne.
Han er begravet på Assistens Kirkegård.